# Sinularia mira
Sinularia mira is een zachte koraalsoort uit de familie Alcyoniidae. De koraalsoort komt uit het geslacht Sinularia. Sinularia mira werd in 1970 voor het eerst wetenschappelijk beschreven door Tixier-Durivault. 